# Pelexia macropoda
Pelexia macropoda är en orkidéart som först beskrevs av João Barbosa Rodrigues, och fick sitt nu gällande namn av Rudolf Schlechter. Pelexia macropoda ingår i släktet Pelexia och familjen orkidéer. Inga underarter finns listade i Catalogue of Life.